# Marilyn Cole
Marilyn Cole, född 7 maj 1949 i Portsmouth, England, är en brittisk fotomodell.
Marilyn Cole utsågs till herrtidningen Playboys Playmate of the Month för januari 1972 och till Playmate of the Year för 1973.